# A2-es autópálya (Bosznia-Hercegovina)
Az A2 (bosnyákul: Autoput A2) egy kelet-nyugat irányú autópálya Bosznia-Hercegovinában.

## Városok
Montenegró - Hum - Foča - Goražde - Szarajevó - Zenica - Travnik - Jajca - Ključ - Bosanski Petrovac - Bihács -  Horvátország - Izačić